# Robert Frazer
Robert Frazer (Worcester, 29 giugno 1891 – Los Angeles, 17 agosto 1944) è stato un attore cinematografico statunitense, che girò nella sua carriera, cominciata nel 1910, circa 220 film. Uno dei suoi ruoli più conosciuti fu quello di Robin Hood nell'omonimo film del 1912. All'epoca del muto, Frazer interpretò molti ruoli da protagonista, ma all'avvento del sonoro dovette accontentarsi di ruoli minori.

## Biografia
Nato nel 1891 a Worcester, nel Massachusetts, Robert Frazer interpretò il suo primo film nel 1912, all'età di 21 anni per la Éclair, la compagnia per cui girò tutti i suoi primi film.  The Holy City, il film del suo debutto, ha un soggetto religioso e l'attore vi interpreta il ruolo del redentore. Girò anche svariati western e in molti film fu diretto da Webster Cullison, lavorando spesso a fianco di Edna Payne.
Nel 1919, Frazer fu il protagonista di Bolshevism on Trial, un film di propaganda antibolscevica diretto da Harley Knoles e tratto dal Comrades romanzo di Thomas F. Dixon Jr., già autore del controverso The Clansman che aveva ispirato La nascita di una nazione di David W. Griffith. Del film, il primo prodotto da una piccola compagnia indipendente, la Mayflower Photoplay Company, sono rimaste delle copie ed è stato distribuito in DVD.

## Vita privata
Nel 1913, Frazer si sposò con l'attrice Mildred Bright.
È morto nel 1944 di leucemia, all'età di 53 anni.

## Filmografia
- The Holy City, regia di Étienne Arnaud (1912) - cortometraggio
- A Double Misunderstanding - cortometraggio (1912)
- The Dreamers - cortometraggio (1912)
- That Loving Man - cortometraggio (1912)
- The Governor's Daughter - cortometraggio (1912)
- The Double Cross (1912)
- Boys Again (1912)
- Robin Hood, regia di Étienne Arnaud e Herbert Blaché - cortometraggio (1912)
- Dolls (1912)
- The Passing Parade - cortometraggio (1912)
- The Lucky Loser (1912)
- All on Account of a Ring (1912)
- Caprices of Fortune, regia di Étienne Arnaud - cortometraggio (1912)
- The Homecoming (1912)
- Rosie (1912)
- Silent Jim - cortometraggio (1912)
- The Honor of the Firm (1912)
- Thus Saith the Lord (1913)
- When Light Came Back, regia di O.A.C. Lund (1913)
- The Witch, regia di O.A.C. Lund (1913)
- For the Man She Loved (1913)
- Soul to Soul (1913)
- The Thirst for Gold, regia di O.A.C. Lund (1913)
- The Banker's Daughter (1913)
- Rob Roy, regia di Henry J. Vernot (1913)
- A Puritan Episode (1913)
- Why Aunt Jane Never Married, regia di William F. Haddock (1913)
- One of the Rabble (1913)
- Duty, regia di Étienne Arnaud (1914)
- The Renunciation, regia di Webster Cullison (1914)
- When Death Rode the Engine, regia di Webster Cullison (1914)
- The Dupe, regia di Webster Cullison (1914)
- The Price Paid, regia di Webster Cullison (1914)
- The Jackpot Club, regia di Webster Cullison (1914)
- The Aztec Treasure, regia di Webster Cullison (1914)
- Fate's Finger (1914)
- Till the Sands of the Desert Grow Cold, regia di Webster Cullison (1914)
- The Line Rider, regia di Webster Cullison (1914)
- The Squatter, regia di Webster Cullison (1914)
- The Return, regia di Webster Cullison  (1914)
- The Ghost of the Mine (1914)
- The Lone Star Rush, regia di Edmund Mitchell (1915)
- The Ballet Girl, regia di George Irving (1916)
- The Feast of Life, regia di Albert Capellani (1916)
- The Decoy, regia di George W. Lederer -  (con il nome Robert W. Frazer) (1916)
- The Light at Dusk, regia di Edgar Lewis  - (con il nome Robert W. Frazer) (1916)
- The Dawn of Love, regia di Edwin Carewe - (con il nome Robert W. Frazer) (1916)
- Her Code of Honor, regia di John M. Stahl (1919)
- Bolshevism on Trial, regia di Harley Knoles (1919)
- The Bramble Bush, regia di Tom Terriss (1919)
- Without Limit, regia di George D. Baker (1921)
- Love, Hate and a Woman, regia di Charles Horan (1921)
- Partners of the Sunset, regia di Robin H. Townley (1922)
- L'incantesimo del piacere (Fascination), regia di Robert Z. Leonard (1922)
- Yellow Men and Gold, regia di Irvin Willat - (con il nome R.T. Frazier) (1922)
- The Faithless Sex, regia di Henry J. Napier (1922)
- Mr. Potter of Texas, regia di Leopold Wharton - come Robert Frazier (1922)
- When the Desert Calls, regia di Ray C. Smallwood (1922)
- How Women Love, regia di Kenneth S. Webb (1922)
- My Friend the Devil, regia di Harry F. Millarde (1922)
- As a Man Lives, regia di J. Searle Dawley (1923)
- Jazzmania, regia di Robert Z. Leonard (1923)
- The Love Piker, regia di E. Mason Hopper (1923)
- L'intrusa (A Chapter in Her Life), regia di Lois Weber (1923)
- After the Ball, regia di Dallas M. Fitzgerald (1924)
- When a Man's a Man, regia di Edward F. Cline (1924)
- Women Who Give, regia di Reginald Barker (1924)
- Men, regia di Dimitri Buchowetzki (1924)
- Traffic in Hearts, regia di Scott R. Dunlap (1924)
- Bread, regia di Victor Schertzinger (1924)
- Broken Barriers, regia di Reginald Barker (1924)
- The Foolish Virgin, regia di George W. Hill (1924)
- The Mine with the Iron Door, regia di Sam Wood (1924)
- Miss Bluebeard, regia di Frank Tuttle (1925)
- The Charmer, regia di Sidney Olcott  (1925)
- The White Desert, regia di Reginald Barker (1925)
- The Scarlet West, regia di John G. Adolfi (1925)
- The Keeper of the Bees, regia di James Leo Meehan (1925)
- The Love Gamble, regia di Edward LeSaint (1925)
- Why Women Love, regia di Edwin Carewe (1925)
- The Other Woman's Story, regia di B.F. Stanley (1925)
- The Splendid Road, regia di Frank Lloyd (1925)
- La frontiera del sole (The Golden Strain), regia di Victor Schertzinger (1925)
- Secret Orders, regia di Chester Withey (1926)
- Deserto d'oro (Desert Gold), regia di George B. Seitz (1926)
- The Isle of Retribution, regia di James P. Hogan (1926)
- The Speeding Venus, regia di Robert Thornby (1926)
- Dame Chance, regia di Bertram Bracken (1926)
- The City, regia di Roy William Neill (1926)
- Sin Cargo, regia di Louis J. Gasnier (1926)
- One Hour of Love, regia di Robert Florey (1927)
- Wanted: A Coward, regia di Roy Clements (1927)
- Lightning, regia di James C. McKay (1927)
- The Silent Hero, regia di Duke Worne (1927)
- Out of the Past, regia di Dallas M. Fitzgerald (1927)
- Back to God's Country, regia di Irvin Willat (1927)
- Burning Up Broadway, regia di Phil Rosen (1928)
- The Little Snob, regia di John G. Adolfi (1928)
- The Scarlet Dove, regia di Arthur Gregor (1928)
- Out of the Ruins, regia di John Francis Dillon (1928)
- Black Butterflies, regia di James W. Horne (1928)
- City of Purple Dreams, regia di Duke Worne (1928)
- Il supplizio del fuoco (Sioux Blood), regia di John Waters (1929)
- The Woman I Love, regia di George Melford (1929)
- Careers, regia di John Francis Dillon (1929)
- The King of the Kong, regia di Richard Thorpe (1929)
- The Drake Case, regia di Edward Laemmle (1929)
- Giustizia dei ghiacci (Frozen Justice), regia di Allan Dwan (1929)
- Beyond the Law, regia di J.P. McGowan    (1930)
- Ten Nights in a Barroom, regia di William A. O'Connor (1931)
- The Mystery Trooper, regia di Stuart Paton, Harry S. Webb (1931)
- Oh! Oh! Cleopatra, regia di Joseph Santley (1931)
- Two-Gun Caballero, regia di Jack Nelson (1931)
- The Wide Open Spaces, regia di Arthur Rosson (1931)
- Aquila solitaria (The Rainbow Trail),[2] regia di David Howard (1932)
- Discarded Lovers, regia di Fred C. Newmeyer (1932)
- The Saddle Buster, regia di Fred Allen (1932)
- Arm of the Law, regia di Louis King (1932)
- Rule 'Em and Weep, regia di Harry Sweet (1932)
- L'isola degli zombies (White Zombie), regia di Victor Halperin (1932)
- Fighting for Justice, regia di Otto Brower (1932)
- Two Lips and Juleps; or, Southern Love and Northern Exposure, regia di Edward Sloman (1932)
- The King Murder, regia di Richard Thorpe (1932)
- The Crooked Circle, regia di H. Bruce Humberstone (1932)
- The Bride's Bereavement; or, The Snake in the Grass, regia di Robert F. Hill (1932)
- Il vampiro (The Vampire Bat), regia di Frank R. Strayer (1933)
- Eroi senza patria (The Three Musketeers), regia di Colbert Clark, Armand Schaefer (1933)
- Found Alive, regia di Charles Hutchison (1933)
- The Whispering Shadow, regia di Colbert Clark, Albert Herman (1933)
- Justice Takes a Holiday, regia di Spencer Gordon Bennet (1933)
- The Fighting Parson, regia di Harry L. Fraser - (con il nome Robert Fraser) (1933)
- Notorious But Nice, regia di Richard Thorpe (1933)
- Her Forgotten Past, regia di Wesley Ford (1933)
- The Mystery Squadron, regia di Colbert Clark, David Howard (1933)
- Love Past Thirty, regia di Vin Moore - (con il nome Robert Fraser) (1934)
- Uomini in bianco (Men in White), regia di Richard Boleslawski (1934)
- Guilty Parents, regia di Jack Townley (1934)
- Monte Carlo Nights, regia di William Nigh (1934)
- Green Eyes, regia di Richard Thorpe (1934)
- Fifteen Wives, regia di Frank R. Strayer (1934)
- The Curtain Falls, regia di Charles Lamont (1934)
- Port of Lost Dreams, regia di Frank R. Strayer (1934)
- The Trail Beyond, regia di Robert N. Bradbury (1934)
- Counsel on De Fence, regia di Arthur Ripley (1934)
- The Fighting Troope, regia di Ray Taylor (1934)
- The World Accuses, regia di Charles Lamont (1934)
- The Fighting Pilot, regia di Noel M. Smith (1935)
- Public Opinion, regia di Frank R. Strayer (1935)
- One in a Million, regia di Frank R. Strayer (1935)
- Circumstantial Evidence, regia di Charles Lamont (1935)
- Million Dollar Haul, regia di Albert Herman (1935)
- The Miracle Rider serial, regia di B. Reeves Eason, Armand Schaefer  (1935)
- Social Error, regia di Harry L. Fraser (1935)
- Rivalità senza rivali (Ladies Crave Excitement), regia di Nick Grinde (1935)
- Ellis Island, regia di Phil Rosen (1936)
- Cipher Bureau, regia di Charles Lamont (1938)
- La rivolta del Messico (The Mad Empress), regia di Miguel Contreras Torres (1939)